# Третьяково (Третьяковський район)
Третьяко́во (рос. Третьяково) — селище у складі Третьяковського району Алтайського краю, Росія. Адміністративний центр Третьяковської сільської ради.

## Населення
Населення — 848 осіб (2010; 1074 у 2002).
Національний склад (станом на 2002 рік):
- росіяни — 93 %